# シダズーン
シダズーン Xidazoon は、古生代カンブリア紀に生息していた古虫動物の1属である。澄江動物群の一つで、脊索動物的な前体と節足動物的な後体を持つ。ラテン語読みしたクシダゾーンの表記も用いられる。
Pomatrum と同じ実体の属とみなす場合、先取権により古参異名である Pomatrum が有効名とされる。この属は P. ventralis 1種によって構成されている。ただし、別属であるとみなす立場もある。

## 記載と学名
シダズーン属は1999年8月、舒徳干 (Shu Degan)らによって記載された。澄江から50 km 西に位置する昆明市海口に分布する下部カンブリア系（第三階）の玉案山部層（Yu'anshan member）から産出した。
属名 Xidazoon は西安にある西北大学の略語「西大」に基づく。中国語では「西大虫」（拼音：xī dà chóng）と呼ばれる。模式種の種小名 stephanus の由来は、古代ギリシア語 στέφανος（stéphanos、冠）に由来し、ラテン語化した stēphanus である。ホロタイプ（ELI-0000194）は西北大学に収蔵されている。
Pomatrum 属は中華人民共和国雲南省玉渓市の澄江県（現、澄江市）で発見され、Luo et al. (1999) によりシダズーンより5か月早い1999年3月に記載された。記載された日付は Pomatrum の方が早いため、シノニムとする立場では、先取権の原理により Pomatrum が優先される。

## 形態

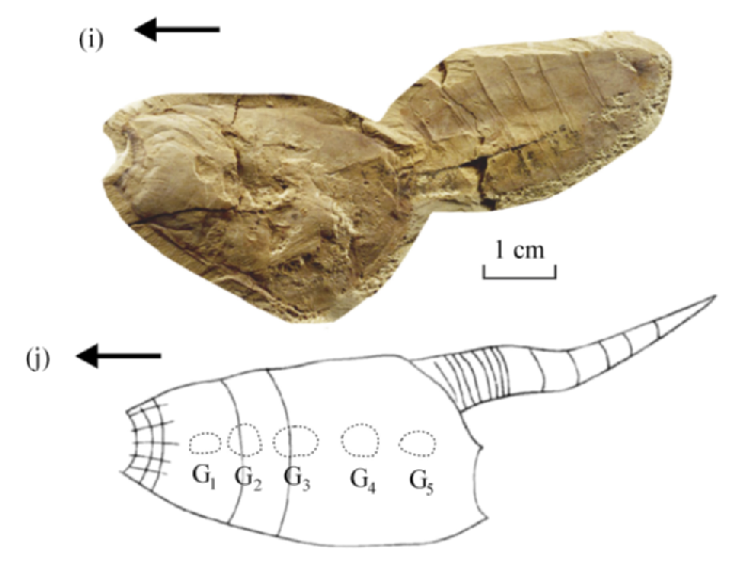
舒 (2005)により主張されるシダズーン（上）とPomatrum（下）の化石の尾部の形態の違い。ただし、Aldridge et al. (2007)ではより幅広い尾部を持つPomatrumの化石も報告されている。

体はバンフィアのように前後2つの構造に分かれている。全長は約10 cm（センチメートル）で、見た目はオタマジャクシに喩えられる。
前体（頭部）はバンフィアより膨らみ、口にみられる顕著な小環により区別される。前体は脊索動物に類似する。前体は前方に向かってかすかな横方向の溝がみられるが、それ以外は滑らかである。口は約25枚の板で構成される小環からなり、内外2領域が識別される。小環は化石円口類である Pipiscius が持つ板状の口に似るが、Pipiscius ではよりクチクラ化し、内側の小環は咽頭に折り畳まれている。
後体（胴部; 尾部）は前後に細長く、後部は6節からなるクチクラ化した領域に区画され、前方に3節ほど続くが後方に比べ不明瞭である。後体は節足動物の尾部に類似するが、付属肢を欠く。クチクラ化した体節もユンナノズーンの後体と比較されるが、ユンナノズーンでは腹側の体節構造が不完全である。後端には短い突起がある。消化管（肛門）は後端で開孔し、前方は拡大する一方、拡張筋のようなものを伴う直腸を持つ。後体は尾部とも呼ばれるが、後端に肛門が開孔するため、尾というよりは胴に相当すると考えられている。
Chen et al. (2002) において、Pomatrum とシダズーンのタイプ種のホロタイプ同士の比較により、両者の形態にはほぼ差がなく、2属はシノニムの関係にあるという可能性が指摘された。舒は2005年に後体の構造が異なるとして、2属を別属として扱ったが、Pomatrum のホロタイプでは後体の構造が不明瞭であり、区別することはできないとされている。それ以降の研究においても、舒が携わる論文においてはXidazoonの学名が用いられている。

## 生態
鰓を持ち、游泳する動物であったと考えられている。眼は持たず、前端にある口から餌を取り込んでいたのではないかと推測されている。食性は不明。

## 系統と類縁
本属は Shu et al. (2001) により、ウェツリコラ Vetulicola やバンフィア Banffia、ディダゾーン Didazoon とともにクレードをなすと考えられ、独立した動物門として古虫動物門 Vetulicolia が提唱された。これらが単系統群をなすことは支持されているが、独立した門の階級に置くのには十分な根拠がないとされることもある。
ディダゾーン Didazoon は本属と類似しているが、前方の外形が異なることや、顕著な口盤を持つことにより別属として区別される。